# Comuna Velîka Plavucea, Kozova
Velîka Plavucea (în ucraineană Велика Плавуча) este o comună în raionul Kozova, regiunea Ternopil, Ucraina, formată din satele Țîțorî și Velîka Plavucea (reședința).

## Demografie
Componența lingvistică a comunei Velîka Plavucea
     Ucraineană (99,37%)
     Alte limbi (0,63%)
Conform recensământului din 2001, majoritatea populației comunei Velîka Plavucea era vorbitoare de ucraineană (99,37%), existând în minoritate și vorbitori de alte limbi.